# Polystachya paniculata
Polystachya paniculata är en orkidéart som först beskrevs av Olof Swartz, och fick sitt nu gällande namn av Robert Allen Rolfe. Polystachya paniculata ingår i släktet Polystachya och familjen orkidéer. Inga underarter finns listade i Catalogue of Life.

## Bildgalleri

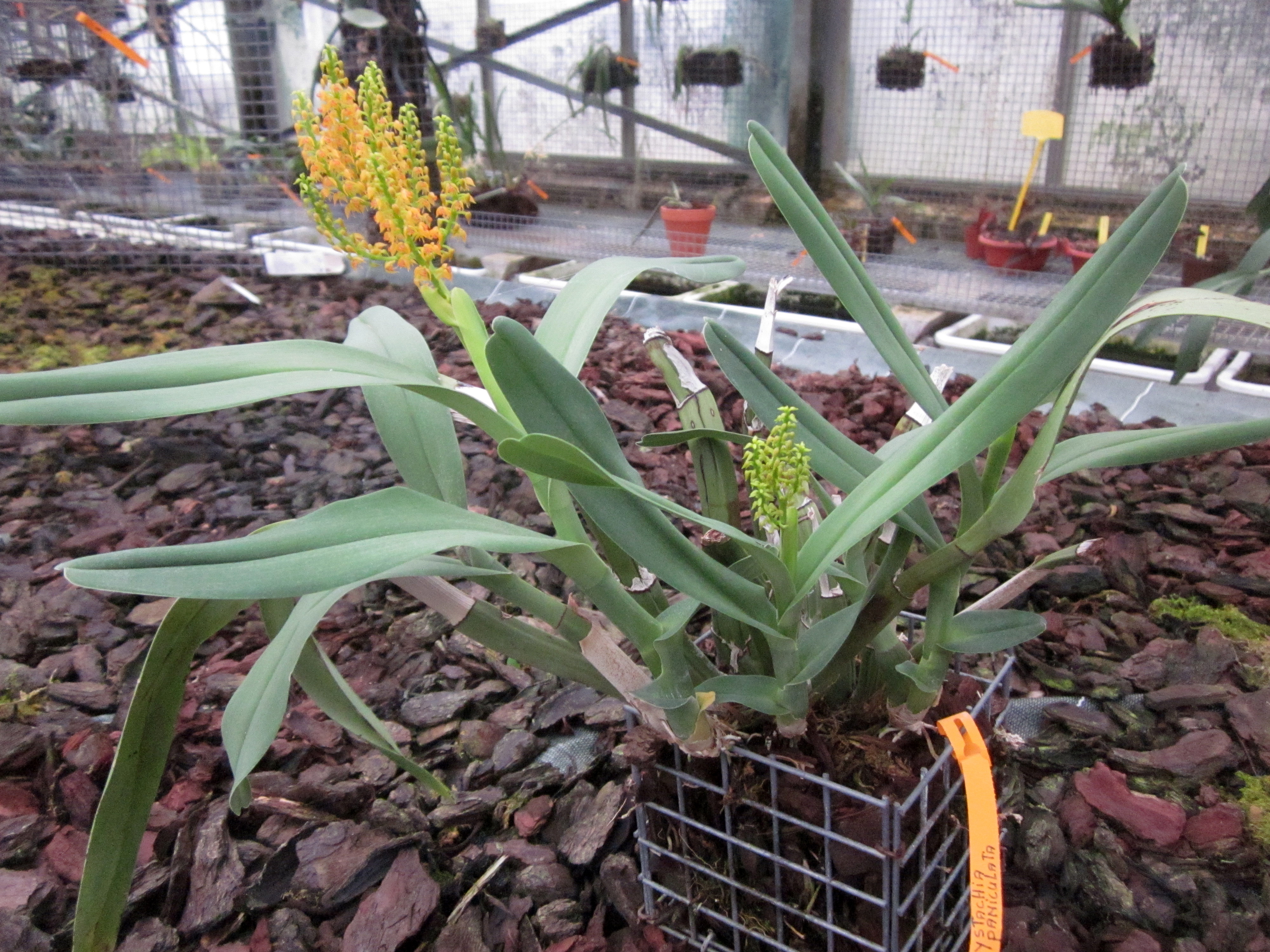
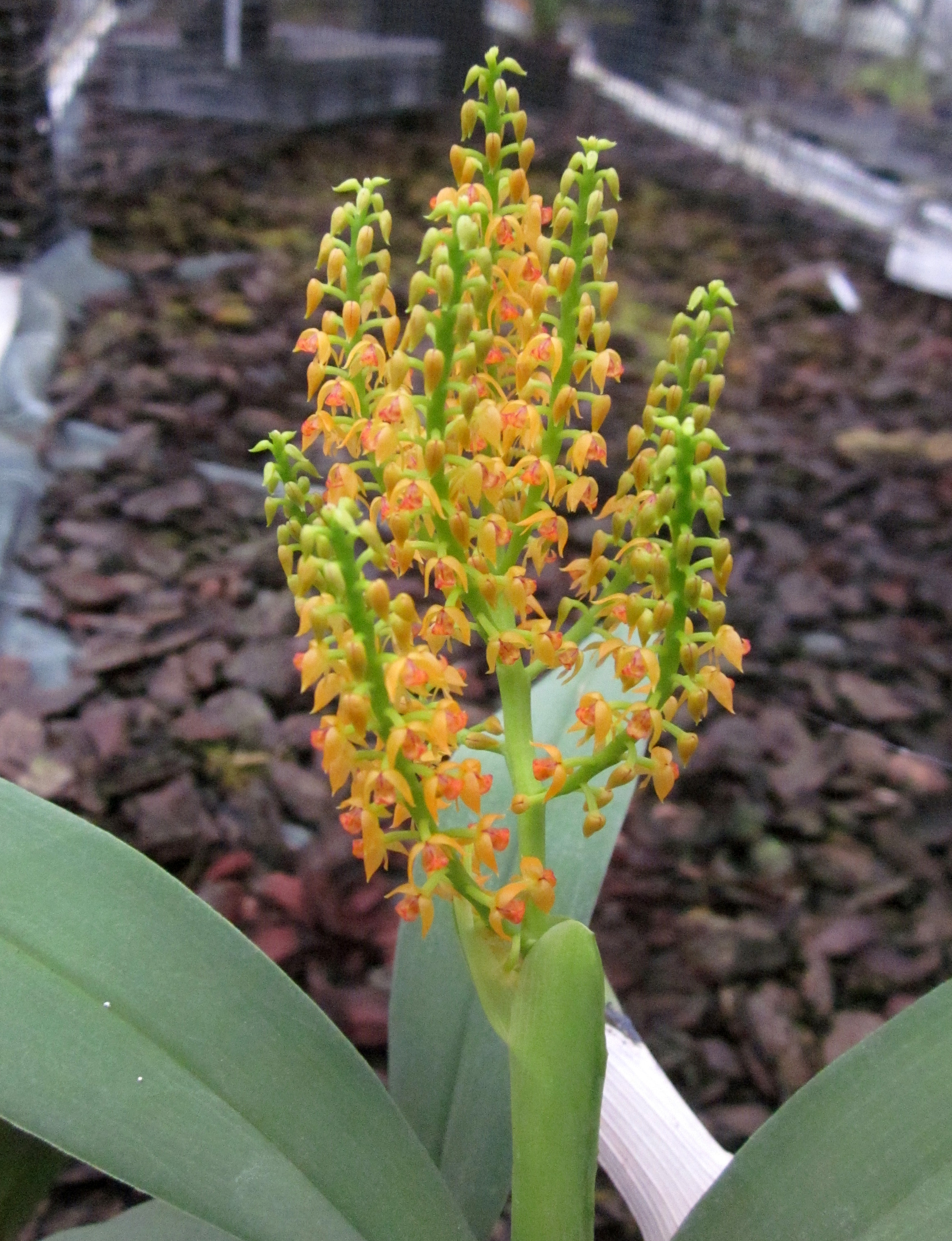
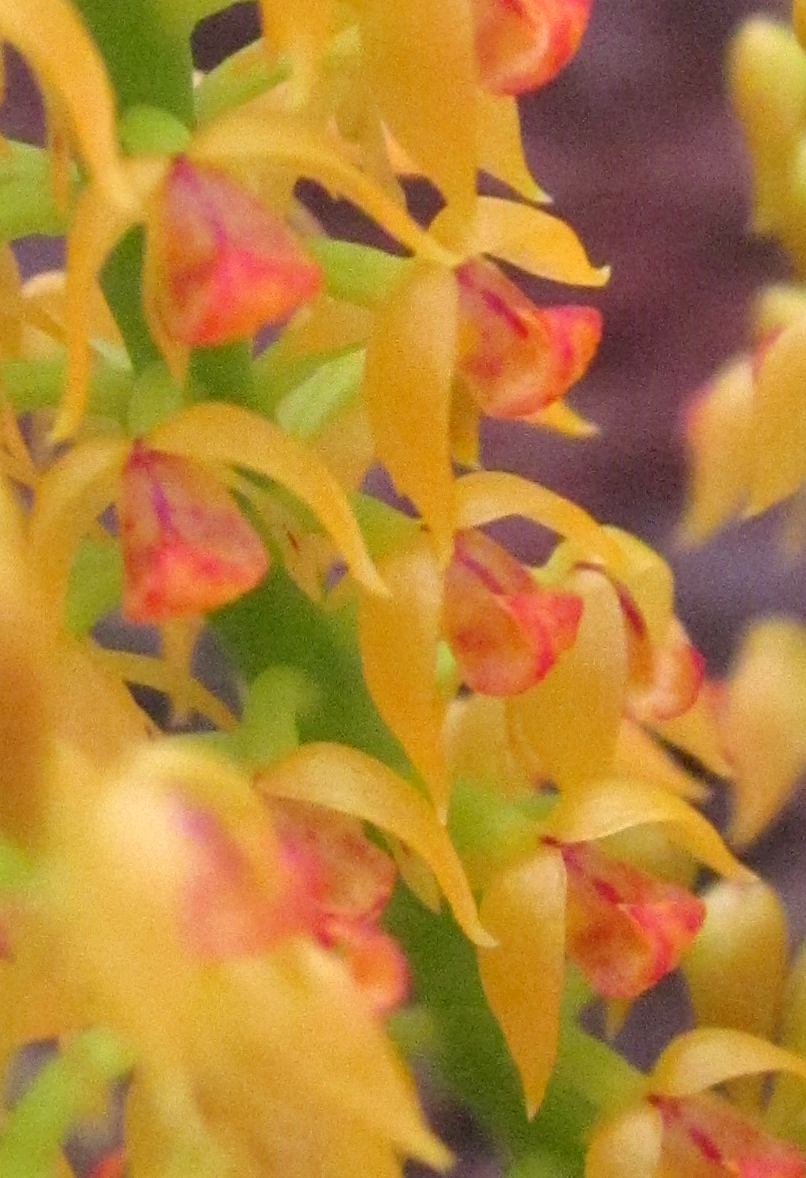